# 日本国憲法第66条
日本国憲法 第66条（にほんこく（にっぽんこく）けんぽう だい66じょう）は、日本国憲法の第5章「内閣」にある条文で、内閣の組織、内閣総理大臣及び国務大臣の資格、内閣と国会の関係（議院内閣制）について規定する。

## 条文
日本国憲法、e-Gov法令検索。

第六十六条
内閣は、法律の定めるところにより、その首長たる内閣総理大臣及びその他の国務大臣でこれを組織する。
② 内閣総理大臣その他の国務大臣は、文民でなければならない。
③ 内閣は、行政権の行使について、国会に対し連帯して責任を負ふ。

## 解説
本条にいう「文民」とは、政府見解によれば、次に掲げる者以外の者をいう。
1. 旧陸海軍の職業軍人の経歴を有する者であって、軍国主義的思想に深く染まっていると考えられるもの
2. 自衛官の職に在る者

なお、同じ政府見解によれば、軍国主義思想とは、「一国の政治、経済、法律、教育などの組織を戦争のために準備し、戦争をもって国家威力の発現と考え、そのため、政治、経済、外交、文化などの面を軍事に従属させる思想をいう」と定義づけている
法律の定め: 内閣法
もともと、GHQ草案に沿えば、日本は戦力を保有しないことが想定されているため、軍人の存在を前提とする文民条項が草案に盛り込まれることはなかった。しかし、衆議院での憲法改正審議の中で、いわゆる「芦田修正」が行われたことがわかると、連合国の最高政策決定機関である極東委員会は、「芦田修正」により、今後日本が軍隊を保有しうることを問題視した。検討の結果、1946年（昭和21年）9月25日、極東委員会は文民条項の規定を求める決定を下し、GHQを通じて日本政府に修正が要請された。これを受けて、貴族院での審議において、憲法66条が修正され、文民条項が設けられた。

第三項の規定の国会に対する連帯責任から解釈上、閣議の全員一致が導きだされている。また内閣法第4条、同第6条からも内閣総理大臣がその職権を行うにあたっては必ず閣議にかけねばならないとされ、内閣総理大臣は閣議にもとづいて行政各部を指揮監督するが、「行政各部」とは行政各部の長たる各大臣の意味であって、内閣総理大臣が直接に行政各部に指揮監督できるわけではないとされており、実際にもそのように運用されているが、第66条1項の「首長」や第72条の「代表」、第68条の各大臣の任免権から内閣総理大臣の権限をより大きく見る解釈もある。

### 第66条2項、文民条項追加の経緯
憲法学者の西修がマッカーサー記念館で発見した1946年9月22日付けの米国陸軍次官・ピーターセンから米国太平洋陸軍最高司令官（マッカーサー元帥）宛ての至急電には、芦田修正は九条一項で定められた目的以外の目的であれば、日本は軍隊と保持しうるという解釈を前提とすると思われ、内閣に軍人が入る機会をもたせかねない事態を防ぐために憲法で特別の禁止条項を設ける必要があることが記されていた。
同じく西修が英国国立公文書館で発見した1946年9月20日付けの文書「「憲法草案に関するソビエトの提案」に対する憲法および法律改革：第３委員会の声明」にも「草案第９条２項が衆議院で修正され、日本語の案文は、いまや１項で定められた以外の目的であれば、軍隊の保持が認められると日本国民によって解釈されうるようになったことに気づいた。もしそのようになれば、明治憲法がそうであるように、内閣に軍人を含めることが可能となろう。それゆえ、当委員会は、極東委員会が合衆国に対してこの疑念を最高司令官に伝えること、および日本国民は、かれらの憲法に、内閣総理大臣を含むすべての大臣はシビリアンでなければならないという条項を入れるよう主張すべきことを勧告する」と書かれていた。
マッカーサーは９月２２日にピーターセンからの至急電報を受け取ると、24日にホイットニー局長とケーディス次長を吉田茂総理のもとに遣わし、シビリアン条項と「公務員の選挙については、成年による普通選挙を保障する」の条項を挿入するよう伝えさせた。
9月25日に植原悦二郎国務大臣が貴族院書記官の小林次郎をたずねて、二か所の追加を要請した。
9月28日、貴族院特別委員会に小委員会が設置され審議に入った。
10月1日第三回小委員会において「文民」の語に大多数が賛成した。
以下、特記
高木八尺「最後の段階にいたり、突如としてこのような修正がなぜ入ったかは、一般の公然の秘密として問題にならなければならないと思う。すると貴族院が外部の要求によって修正したことになると、これが自由に審議された憲法という事実を傷つけることになる。そこでかかる不必要な規定挿入の要求を貴族院として拒んでよろしいのではないか」
田所美治「われわれの本意は、この憲法をはじめから全部お断りしたところであるが、それはとてもできることではない」
宮澤俊義「憲法全体が自発的にできているものではない。指令されている事実はやがて一般に知れることと思う。重大なことを失ったあとでここで頑張ったところで、そう得るところはなく、多少とも自主性をもってやったという自己欺瞞にすぎないから、織田子爵に大体賛成」
10月1日には吉田茂総理が出席して「これはＧＨＱとして必ずしも賛成ではないが、英、ソが極東委員会に提案し、そこから来たものだから、マッカーサー元帥はお気の毒だが呑んでくれないかということである」との経緯の説明がなされた。
10月3日に特別委員会が開催され、橋本小委員会委員長より報告があり、起立者多数により可決され、10月6日に貴族院本会議にて第66条2項の追加が起立者多数により可決され、7日に衆議院に修正案が回付され、起立多数により帝国憲法改正案が可決された。

## 沿革

### 大日本帝国憲法
東京法律研究会 p.7/11

第十條
天皇ハ行政各部ノ官制及文武官ノ俸給ヲ定メ及文武官ヲ任免ス但シ此ノ憲法又ハ他ノ法律ニ特例ヲ掲ケタルモノハ各々其ノ條項ニ依ル
第五十五條
國務各大臣ハ天皇ヲ輔弼シ其ノ責ニ任ス
凡テ法律勅令其ノ他國務ニ關ル詔勅ハ國務大臣ノ副署ヲ要ス

### 憲法改正要綱
「憲法改正要綱」、国立国会図書館「日本国憲法の誕生」。

二十:第五十五条第一項ノ規定ヲ改メ国務各大臣ハ天皇ヲ輔弼シ帝国議会ニ対シテ其ノ責ニ任スルモノトシ且軍ノ統帥ニ付亦同シキ旨ヲ明記スルコト
二十二:国務各大臣ヲ以テ内閣ヲ組織スル旨及内閣ノ官制ハ法律ヲ以テ之ヲ定ムル旨ノ規定ヲ設クルコト

### GHQ草案
「GHQ草案」、国立国会図書館「日本国憲法の誕生」。

#### 日本語
第六十一条
内閣ハ其ノ首長タル総理大臣及国会ニ依リ授権セラルル其ノ他ノ国務大臣ヲ以テ構成ス
内閣ハ行政権ノ執行ニ当リ国会ニ対シ集団的ニ責任ヲ負フ

#### 英語
Article LXI.
The Cabinet consists of a Prime Minister, who is its head, and such other Ministers of State as may be authorized by the Diet.
In the exercise of the executive power, the Cabinet is collectively responsible to the Diet.

### 憲法改正草案要綱
「憲法改正草案要綱」、国立国会図書館「日本国憲法の誕生」。

第六十二
内閣ハ其ノ首長タル内閣総理大臣及法律ヲ以テ定ムル其ノ他ノ国務大臣ヲ以テ組織スルコト
内閣ハ行政権ノ行使ニ付国会ニ対シ連帯シテ其ノ責ニ任ズルコト

### 憲法改正草案
「憲法改正草案」、国立国会図書館「日本国憲法の誕生」。

第六十二条
内閣は、法律の定めるところにより、その首長たる内閣総理大臣及びその他の国務大臣でこれを組織する。
内閣は、行政権の行使について、国会に対し連帯して責任を負ふ。

## 関連判例
- ロッキード事件（最高裁判例 平成7年2月22日）